# George Brown (cestista)
George Raff Brown (Detroit, 30 ottobre 1935 – settembre 2016) è stato un cestista statunitense, professionista nella NBA.

## Carriera
Venne selezionato con la terza scelta del quarto giro (27ª assoluta) del Draft NBA 1957 dai Minneapolis Lakers, con cui disputò un incontro nel 1957-58, segnando 1 punto.